# Силвија Ривера
Силвија Реј Ривера (Њујорк, 2. јул 1951 — Њујорк, 19. фебруар 2002) била је активистикиња за геј ослобођење, права трансродних људи и самоидентификована дрег краљица. Са својом блиском пријатељицом Маршом П. Џонсон основала је 1970. Уличну Трансвеститску Револуцонарну Акцију (СТАР), неформалну групу која је помагала транс женама и дрег краљицама које су биле бескућнице.

## Активизам
Силвија Ривера била је активистички ангажована у Покрету за грађанска права, у антиратном покрету током Вијетнамског рата, и током другог таласа феминизма. Била је редовна посетитељка у Стоунвол Ин-у, и била је присутна током Стоунволске побуне.
Њен политички активизам није се односио само на питања геј и транс права, већ и на питања сиромаштва и дискриминације са којом се суочавају не-бели и родно неконформирајући људи.